# Калабухов, Дмитрий Митрофанович
Дмитрий Митрофанович Калабухов (28 мая [10 июня] 1902, Зверево, Ростовская область — 1982, Ростов-на-Дону) — советский хозяйственный, государственный и политический деятель.

## Биография
Родился на станции Зверево (Северо-Кавказская железная дорога) в семье железнодорожника. Трудовая биография  началась с четырнадцати лет. Сначала работал на шахте, а затем в путейском околотке. Ему удалось устроиться в паровозное депо учеником слесаря, а вскоре и до слесаря дорос. В 1920 году - он уже помощник машиниста. Освоил и профессию вагонщика: работал приёмщиком вагонов, осмотрщиком, секретарём ячейки ВЛКСМ  станции Зверево.  Член ВКП(б) с 1924 года. В 1926 году Дмитрий – председатель месткома станции Зверево. По комсомольской путёвке поступил в Харьковский институт инженеров транспорта, на движенческую специальность.
После окончания института  заместитель  начальника, начальник  станции Котельниково,  а затем начальник станции  Сталинград. В годы Великой Отечественной войны Дмитрий Митрофанович работал на руководящих должностях  на Сталинградской железной дороги. За успешно организованную эвакуацию предприятий и четкую организацию продвижения военных эшелонов для нужд фронта он был награжден орденом Ленина, двумя орденами Красной Звезды, орденом Отечественной войны I степени и медалью «За оборону Кавказа».
В 1947 году Калабухова назначили начальником Челябинского отделения ЮУЖД. Под его руководством в 1948 году отделение досрочно выполнило план погрузки, а по углю, металлу, стройматериалам - перевыполнило. Были улучшены и качественные показатели у локомотивщиков, вагонщиков, станционников. 16 мая 1953 года на ЮУЖД началась калабуховская эпоха: Дмитрий Митрофанович был назначен начальником дороги и руководил ею 13 лет.
Калабухов Д.М. внес вклад в техническое перевооружение дороги, широкое внедрение прогрессивных видов тяги, автоблокировки, реконструкцию пути, локомотивных и вагонных депо и др. Эти нововведения способствовали увеличению объема грузооборота дороги в 2 раза (причем 97% от объема выполнялись электрической и тепловозной тягой), повышению производительности труда на 53%, снижению себестоимости перевозок на 11,6%. Калабухов много уделял внимания человеческому фактору. «От людей нужно не только требовать, но и заботиться о них»,- считал начальник дороги. За годы, когда Калабухов руководил дорогой, построено почти 150 тыс. квадратных метров жилья. В Челябинске – дорожная больница, Дворец культуры железнодорожников, техникум, на здании которого ему установлена мемориальная доска. Строительство важных объектов велось и в других городах. Дмитрий Митрофанович организовал движение общественных инспекторов по безопасности следования поездов, что резко сократило случаи крушения и брака в ж/д. транспорте. Огромная нагрузка в это время легла на магистраль в связи с освоением целины. Нужно было организовать массовую поставку техники и добровольцев-целинников. За выполнение этой задачи Калабухов был награждён большой Золотой медалью Всесоюзной сельскохозяйственной выставки и медалью «За освоение целинных земель».
Избирался депутатом Верховного Совета РСФСР 5-го созыва, делегат XXII съезда КПСС..
Умер в 1982 году в Ростове-на-Дону.
В 2003 году на здании Челябинского института путей сообщения была установлена памятная доска в честь Калабухова Дмитрия Митрофановича - выдающегося организатора железнодорожного транспорта СССР, генерал-директора движения II ранга, начальника Южно-Уральской железной дороги с 1953 по 1966 гг.

## Награды
- три ордена Ленина (14.07.1942, 1951, 1959);
- орден Отечественной войны 1 степени (29.07.1945);
- орден Трудового Красного Знамени (1956);
- два ордена Красной Звезды (21.02.1943, 13.09.1943);
- медали.

Почётные звания:
- Почётный железнодорожник;
- Почетный гражданин города Зверево